# Flávia Cavalcante (jornalista)
Flávia Cavalcante Rebêlo (Salvador, Bahia) é uma apresentadora e jornalista de televisão brasileira, que foi eleita Miss Brasil representando o Ceará quando tinha dezenove anos de idade. Entre as candidatas, derrotou a Miss São Paulo, Adriana Colin. Reinou por dois anos, pois em 1990 não houve concurso. No Miss Universo, realizado no dia 26 de maio de 1989 ganhou o prêmio de melhor traje típico, mas não ficou entre as 10 finalistas do concurso vencido pela holandesa Angela Visser.

## Carreira

### Anos 1990
Foi apresentadora de programas jornalísticos e esportivos na extinta Rede Manchete e na TV Gazeta. Em 1999 e 2000 foi repórter da Rede Bandeirantes. Depois, foi apresentadora do programa Terceiro Milênio, na emissora católica Rede Vida. Em vários estados da Região Nordeste, participou de campanhas políticas. Na internet, foi repórter e editora do LogWeb, de logística.

### Até 2008
Apresentou o programa São Paulo Acontece, da TV Band (no qual era apresentadora e repórter), quando a emissora decidiu trocar de apresentador e horário.